# آموزش و تربیت نظامی
آموزش و تربیت نظامی (انگلیسی: Military education and training) فرآیندی است که هدف آن ایجاد و بهبود قابلیت‌های پرسنل نظامی در نقش‌های مربوطه‌شان است. آموزش نظامی ممکن است داوطلبانه یا اجباری باشد. آموزش و تربیت نظامی با آموزش استخدامی آغاز می‌شود، به آموزش و پرورش ویژه نقش‌های نظامی ادامه می‌یابد و گاهی اوقات شامل آموزش‌های اضافی در طول دوران خدمت نظامی می‌شود. کادر هدایت، از پرسنل نظامی هستند که کادر آموزشی یک موسسه آموزشی نظامی را تشکیل می‌دهند.
در برخی کشورها، آموزش و پرورش نظامی بخشی از آموزش اجباری است. برگزارکنندگان دوره‌های آموزش و تربیت نظامی معتقدند که آموزش نظامی می‌تواند مزایا و تجربیاتی را به همراه داشته باشد که نمی‌توان آنها را از کلاس‌های عادی به دست آورد. علاوه بر این، شرکت‌کنندگان می‌توانند مهارت‌های بقا را در طول آموزش نظامی، مانند همکاری و تاب‌آوری، بیاموزند که به شرکت‌کنندگان کمک می‌کند تا قابلیت‌های پرسنل نظامی را در نقش‌های مربوطه خود بهبود بخشند.